# Млечник тёмный
Мле́чник тёмный (лат. Lactárius obscurátus) — гриб рода Млечник (лат. Lactarius) семейства Сыроежковые (лат. Russulaceae). Несъедобен.

## Описание
- Шляпка ∅ 1,5—3 см, сначала плоская, потом бокаловидная, со вдавленным центром и слабозаметным бугорком, с морщинистыми краями, матовая, охристо-коричневого цвета с более светлыми краями.
- Пластинки редкие, широкие, слабо нисходящие по ножке, розовато-охристые.
- Споровый порошок желтоватый.
- Ножка ∅ 0,5 см, 2—3 см в высоту, цилиндрическая, иногда суженная у основания, одного цвета со шляпкой или светлее, сначала выполненная, затем полая.
- Мякоть ломкая, коричневатая.
- Млечный сок необильный, водянистый, белого цвета.

### Изменчивость
Цвет шляпки варьирует от кирпично-красного до коричневого и охристого. Ножка с возрастом светлеет.

## Экологияи распространение
Образует микоризу с ольхой. Встречается в смешанных и лиственных лесах, во влажных местах, одиночно или небольшими группами, достаточно редко.
Сезон: середина июля-сентябрь.

## Сходные виды
- Lactarius radiatus имеет более светлую шляпку с оливковым оттенком.
- Lactarius clethrophilus более тёмный.
- Lactarius omphaliformis имеет шляпку с рыжеватым оттенком.
- Lactarius cyathuliformis отличается более крупными спорами.

## Синонимы

### Латинские синонимы
- Agaricus obscuratus Lasch, 1828

### Русские синонимы
- Млечник неясный
- Млечник скрытый
- Млечник ольховый

## Пищевые качества
Гриб несъедобен.